# Патриарший летописный свод (1652)
Патриарший летописный свод 1652 года — русская летопись, памятник летописания XVII века, составленный при патриаршей кафедре в правление патриарха Никона между 1652 и 1658 годами. Его основу составили значительно сокращённые тексты Никоновской и Воскресенской летописей и текст, близкий к Новому летописцу. Составители ввели в летописный текст ряд повестей и сказаний.

## Текстология и содержание
Памятник найден А. Н. Насоновым в рукописных хранилищах Москвы и Ленинграда. Он же дал летописи название и определил её характер. Памятник известен в 14 списках полной редакции; число кратких редакций не учтено. Свод охватывает события истории страны от легендарных времен расселения в Восточной Европе «правнуцей Иафетовых» до 1652 года. В последней летописной статье описано перенесение мощей митрополита Филиппа II из Соловецкого монастыря в Москву и избранию «без жребия» патриарха Никона. Хронологическое распределение статей свода весьма неравномерное: история России до третьей четверти XVI века изложена в половине памятника, тогда как вторую половину почти целиком занимают события Смутного времени, изложение которых соединено с последней статьей свода несколькими статьями за 1630—1640-е годы.

## Источники

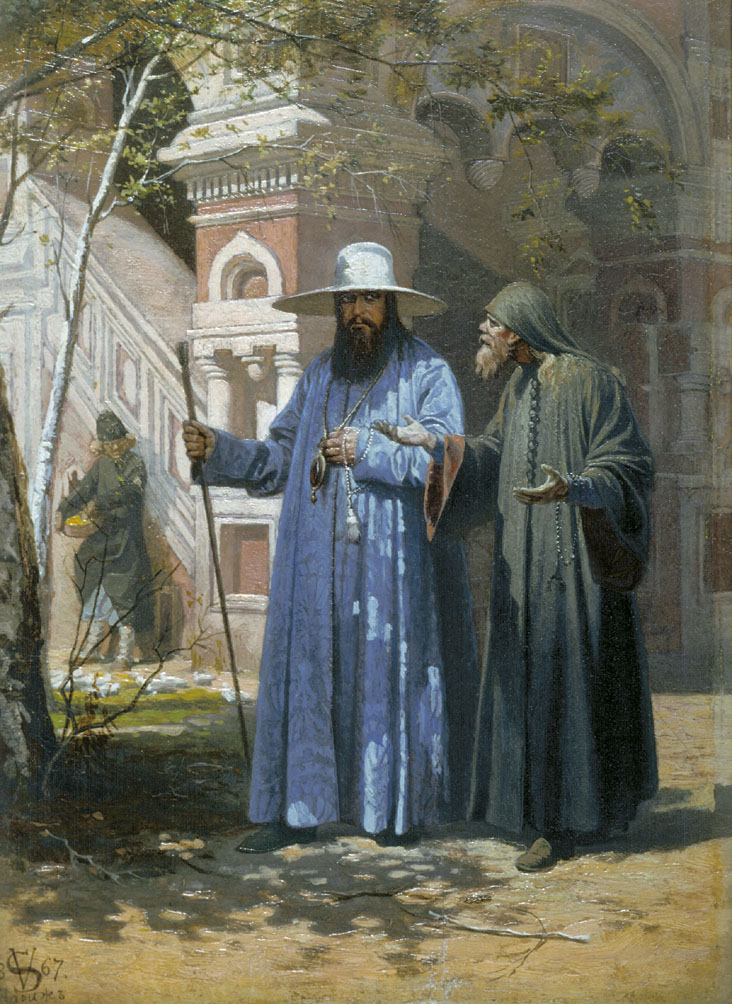
Патриарх Никон в Новоиерусалимском монастыре. Вячеслав Шварц, 1867

## Значение
Использование Никоном для создания свода 1652 года не официальный Новый летописец, а данного иного памятника, в котором нередко критически оценивались не только действия бояр, но и Романовы и Шуйский, должно было иметь политический подтекст. Свод по внешним признакам напоминает традиционные летописи, но имеет особенности, характерные для нового типа исторического повествования, которое формировалось в XVII веке.
Включение в свод 1652 года легендарно-исторического «Сказания о Словене и Русе» свидетельствует о признании Сказания в качестве официальной версии начальной русской истории.
Летописный свод 1652 года не был опубликован.